# 유연 (후한)
유연(劉延, ? ~ ?)은 중국 후한 말의 정치가이다.

## 생애
조조(曹操)의 밑에서 동군태수(東郡太守)를 지내었으며, 조조가 원소와 대치할 때 백마(白馬)에 주둔하였다.

건안(建安) 5년(200년), 원소(袁紹)는 안량(顔良) · 곽도(郭圖) · 순우경(淳于瓊)을 보내어 백마를 공격하였는데, 조조는 관우(關羽) 등을 보내어 유연을 구원하였다.

## 《삼국지연의》 속 유연
백마를 지켜낸 후에도 계속 등장한다.
안량을 죽인 관우는 조조와의 약속에 따라 그의 곁을 떠나는데, 길을 가던 중 유연을 만난 관우는 강을 건널 수 있도록 유연에게 배를 요구한다. 그러나 유연은 조조의 연락이 없었기 때문에 요구를 거절한다.